# Freccia Vallone 1986
La Freccia Vallone 1986, cinquantesima edizione della corsa, si svolse il 16 aprile 1986 per un percorso di 248 km. La vittoria fu appannaggio del francese Laurent Fignon, che completò il percorso in 6h24'39" precedendo il connazionale Jean-Claude Leclercq e il belga Claude Criquielion.
Al traguardo del muro di Huy furono 66 i ciclisti, dei 230 partiti da Spa, che portarono a termine la competizione.

## Ordine d'arrivo (Top 10)
| Pos. | Corridore            | Squadra        | Tempo    |
| ---- | -------------------- | -------------- | -------- |
| 1    | Laurent Fignon       | Système U      | 6h24'39" |
| 2    | Jean-Claude Leclercq | KAS            | a 3'00"  |
| 3    | Claude Criquielion   | Hitachi-Marc   | a 3'07"  |
| 4    | Greg LeMond          | La Vie Claire  | a 3'09"  |
| 5    | Sean Kelly           | KAS            | a 3'12"  |
| 6    | Joop Zoetemelk       | Kwantum Hallen | a 3'19"  |
| 7    | Steven Rooks         | PDM-Ultima     | a 3'20"  |
| 8    | Rolf Gölz            | Del Tongo      | a 3'21"  |
| 9    | Johan van der Velde  | Panasonic      | a 3'30"  |
| 10   | Charly Mottet        | Système U      | a 3'38"  |